# Томахів
Тома́хів — село у складі Бабинської громади Рівненського району Рівненської області; населення — 501 особа.

## Географія
Село розташоване на лівому березі річки Горині.

## Історія
Найдавнішою з відомих писемних згадок про село Томахів є запис у ревізії Луцького замку 1545 року. В ньому село згадується, як власність Тихна та Михна Козинських, які походять боярського роду Кирдійовичів. Донькою Тихна Козинського була відома фундаторка Почаївського монастиря Ганна Гостська. У XVI ст. володіння Козинських межували з володіннями Бабинських, Гостських та Вільгорських. Також у ранішому записі від 16 травня 1514 року згадується Олехно Козинський. Згідно подимного перепису 1629 року, Томахів у володінні Андрія Линевського, в селі нараховувалось 24 дими. Протягом XVII — др. пол. XVIII ст., частинами села володіли такі відомі українські шляхетські роди як: Бабинські, Балабани, Вільгорські, Гостські, Гулевичі, Єловицькі, Козинські, Красносельські, Ледуховські, князі Масальські, Сущевичі, Хребтовичі-Богуринські, а з кінця XVIII ст., Іпогорські-Ленкевичі. На сер. ХІХ ст., селом володів Граціан Іпогорський-Ленкевич.
У 1906 році село — Бугринської волості Острозького повіту Волинської губернії. Відстань від повітового міста 29 верст, від волості 4. Дворів 131, мешканців 790.
У 1917—1918 роках село в складі Погоринської землі Української Народної Республіки. З 1920 року відносилось до Бугринської ґміни, Рівненського повіту Волинського воєводства Польської республіки. 24 липня 1935 року в селі було створено «Просвітянську хату» хор якої прославився далеко поза межами села. Основоположником був — священник Олександр Сагайдаковський. До ради «Просвітянської хати» Томахова входили:
- Голова — Сагайдаківський Олександр (? — ?)
- Заступник голови — Ткачук Ананій (1901 — ?)
- Секретар — Лаврук Іван (1903—1944)
- Скарбник — Ткачук Іван (1896 — ?)
- Бібліотекар — Ткачук Архип (1909 -?)
- Члени ради — Нищук Федір (1898 — ?), Шналь Петро
- Голова ревізійної комісії— Самчук Кирило (? — ?)
- Заступник голови ревізійної комісії — Добрянський Адам (? — ?)
- Секретар ревізійної комісії — Михальчук Василь (? — ?)[5]
- У фонді Р-740 «Відділ державної реєстрації актів цивільного стану Головного територіального управління юстиції у Рівненській області», опис 6, справи №№ 102-131 на сайті Державного архіву Рівненської області у розділі «E-архів» розмістили метричні книги села за 1922-1929 рр[6][7].

## Зі спогадів Олесі Ковальчук
"Як світло незгасної зірки
При зустрічі з сивочолим ветераном УПА напередодні Покрови хтось із юної аудиторії запитав, чому він став бандерівцем та чому й досі так незрідка називають наших військових. Відповідь прозвучала вичерпно і лаконічно: «Я ж замолоду пройшов вишкіл у „Просвіті“, а там усі ставали патріотами, бо навчалися понад усе любити Україну. Такі українолюби пішли потім під прапор Бандери, а тепер такі воюють на сході».
Справді, волинська «Просвіта» міжвоєнного часу в минулому столітті цілеспрямовано працювала над ствердженням національної ідентичності саме серед широкого загалу, була потужним ходінням у народ. І всупереч винахідливій полонізації мета досягалася насамперед завдяки широкій мережі сільських осередків. Отож дотично до ювілейного контексту видається особливо справедливим посилення уваги (зокрема від «Слова Просвіти») до подвижницької діяльності тих характерних утворень на теренах Західної України в означеному часопросторі. На жаль, уроки нашого гідного минулого ще й досі не засвоєні належно. Активність кремлівських добровольців у нарощуванні п'ятої колони на тлі соціальних негараздів влада явно недооцінює. І нам, сучасним просвітянам, та й інтелігенції загалом, варто за прикладом предків задля нейтралізації зла знаходити нові шляхи для ходіння у народ. Мода на наукові зібрання для жменьки спеціалістів виходів на широкий загал не замінить.
Тож беруся замовити слово про досвід роботи однієї з типових колись просвітянських ланок. Наразі йдеться про чисельну патріотичну громаду досить заможного (бо — на чорноземі й у ревній праці!) у 250 дворів села Томахів Гощанського району Рівненської області, звідки автор родом. І будуть це здебільшого спогади про спогади тодішніх (народжених на початку 1900-х, а нині покійних) активістів і найперше моєї мами — Козелець Ольги Тимофіївни, 1917 р. н.
Ці люди трималися набутих позицій і в контексті радянсько-німецької війни, і при сталінському культі. І доки їх віку — несли в собі світло далекої, але незгасної для них зірки. І хоч комусь довелося пройти гулагівське пекло, іншим з останніх сил вистоювати в колгоспному рабстві, вони продовжували у свої 50—80 демонструвати модель гідної національної поведінки і в моральному та культуротворчому, і в побутовому аспектах. Це від них укоренився звичай тримати на покуті «Кобзар», а між іконами — портрет його автора. Це від них при кожній гостині молодші переймали пісні національно-визвольної боротьби та на вірші Тараса Шевченка, Лесі Українки, інших класиків. Ще школярами у 50-х роках ми на будь-якому родинному святі могли запам'ятовувати і «Заповіт», і «Contra spem spero», і «Виклик», а про фольклор козацький, стрілецький, повстанський годі й казати.
Попри атеїстичну пильність партократів ходили ветерани давнього просвітянського хору і колядувати «на церкву». Традиційні тексти колядок бували відредаговані відповідно до викликів часу — і для повстанських вдів, і для юні, і для малечі. Популярна «Нова радість стала» закінчувалася зверненням до Господа Бога: Один з протоколів річних загальних зборів «Просвітянської Хати» в Томахові. 17 березня 1936 р.
Просим Тебе, Царю, Ще й Твого Ангела: "Хай вернеться в Україну
Провідник Степан Бандера!
До слова, коли у вересні 1965 року мій зошит із записами бунтарських пісенних текстів опинився в руках кадебістів, що робили обшук у прихильників арештованих Д. П. Іващенка та В. Я. Мороза, обуренню у всесильному відомстві не було меж: «Подлец Хрущев выпустил из тюрем националистическую сволочь — „просветителей“, и они теперь на всех свадьбах орут антисоветчину». Я, звісно, на допиті заспішила погодитись із тим, що записувала не з голосу рідних, а на іменинах-хрестинах від невідомих людей.
Однак повернемося до згадок про започаткування осередку.
А все починалося так
Ініціаторами створення місцевої «Просвіти» були духовні особи — священик Максим Садовський і керівник церковного хору Герасимчук (його авторитет був таким значним, що саме прізвище вимовлялося з тим притиском, при якому називати ім'я вже не було потреби, і воно забулося).
З'явився харизматичний прибулець у селі, коли, після гіркопам'ятних подій, воно в складі Волинського воєводства увійшло під владу Другої Речі Посполитої. Переповідали: «Наш дяк раніше служив церковним регентом при самому Петлюрі». Роль подібних переселенців у становленні «Просвіти» на теренах Волині досить типова та сама за себе промовляє стосовно єднання Центру і Заходу у глибинних проявах народної душі.
І загальне визнання на новому місці шановний хормейстер заслужив не тільки професійним рівнем, а й тонким, сказати б, патріотично-педагогічним хистом. Залучаючи до хору музично обдаровану молодь, після перевірки індивідуальних задатків вів тривалі бесіди про героїчні події в історії України та відображення їх у вітчизняному письменстві. Вочевидь, не хотів мати під своєю орудою національно байдужих. На цьому ґрунті виникло глибоке порозуміння з родиною Козельців-Назар'євих. Молодь її виростала на ідеях «Просвіти», які перейняла від свого батька Тимофія Климентійовича.
Він 1905 року, по закінченні Кременецької духовної семінарії, брав участь у просвітянському русі, зібрав під тим знаком чималу бібліотеку і згодом зробив цілком свідомий вибір — став капеланом в Армії УНР. Потрапивши в полон до червоних і наживши там сухоти, повернувся додому ледь живим, трохи ще повчителював і невдові помер. Усе ж устиг подбати про гімназійну освіту для старших дітей Володі, Люди та Лялі і вселити в них потребу служіння Україні через «Просвіту».
Наживши чимало друзів-читачів батькової бібліотеки, молоді Козельці стали приводити їх на співбесіди до того ж таки Герасимчука. І формування просвітянського ядра довершилося силою рідної пісні. Сталося це орієнтовно 1926 року — напередодні з'їзду Волинської «Просвіти» у м. Рівному.
У творчім розвої та результативності
Церковний хор став основою світсько-просвітянського, який розрісся (включно з дублем) до п'ятдесяти осіб. У церкві було опановано і Бортнянського, і Веделя. Обов'язково звучав Духовний православний гімн «Боже Великий, Єдиний» та «Вислухай, Боже, благання», а на Богородичні свята — «Зоря» («Ой зійшла зоря вечоровая, над Почаївом стала»). Служба Божа теж велася українською мовою. Концерти ж на публіку до свят ґрунтувалися на Шевченкових текстах («Заповіт», «Реве та стогне Дніпр широкий», «Ой закувала та сива зозуля») та народних піснях. Серед улюблених — «Прощався стрілець зі своєю ріднею», «В горах грім гуде», «Ой у лузі червона калина». Серйозний репертуар доповнювався ліричним («Журба», «Ой з-за гори крем'яної», «Човен хитається») та жартівливим («Гандзя», «Якби я був полтавський сотник», «Ой полола горлиця лободу»).
Упевнено вели свої партії баси Антон Дивень, Данило Рожко, Карпо Михальчук та тенори Ілько Купчик, Іван Лаврук, Пилип Ниць. Серед жіноцтва вирізнялися голоси Ольги Козелець, Мотрі Дивень, Єви Добрянської, Ганни Дащук, Уляни Козак та Гані-«Цариці». Співучі просвітяни успішно виступали і в найближчих селах. За чималу плату запрошувала їх на свої «забави» громада польських осадників. Нелегко було погоджуватися на співання для «вражих пшеків», але керівник Герасимчук підбадьорював: «Хай знають, хто тут господар». Щоправда, дехто під час виступу таки тримав у кишенях дулі.
Заслуженою гордістю томахівських просвітян була аматорська театральна трупа. Просторі приміщення новозбудованої за народні кошти хати-читальні не вміщали охочих подивитися «Безталанну», «Мартина Борулю», «Сватання на Гончарівці», «Назара Стодолю», і «Дай серцю волю…». Місця наперед замовляли навіть мешканці та духовенство сусідніх сіл. Окрему зацікавленість у публіки викликали постановки «Невольника» та «Сави Чалого». І хоч останні з'явилися на сцені уже в другій половині 30-х, коли по забороні «Просвіти» польська влада украй гостро стежила за діяльністю хат-читалень та просвітянських хат, у Томахові (і не тільки) не зраджували традиціям спротиву ополяченню.
Режисером-постановником і художником-оформлювачем був талановитий самородок Мирон Найдюк — найближчий товариш Володимира Козельця, з яким вони (та ще Адамом Добрянським) увійшли до трійки ОУН(д). Створені самоуком декорації до героїчних вистав особливо вражали зображеннями козацьких ватажків та баталій, і автору замовляли копії фрагментів для інтер'єру сільських осель.
Головні жіночі ролі випадало грати Люді Козелець, яку після одруження замінила юна сестра Оля. З 15 років була вона провідною солісткою в хорі Герасимчука, у її виконанні «Наталка Полтавка» та Уляся («Сватання на Гончарівці») викликали захоплення глядачів.
У свої молодші шкільні роки ми з братом зимовими вечорами теж ставали вдячною публікою для неї, тоді вже повстанської вдови і виснаженої колгоспниці, яка намагалася, сидячи за пряжею, трохи розважити посинілих від холоду своїх дітей. Отож мені ще змалку запам'яталася чи не вся українська драматургійна класика та багато чого з «Кобзаря». Заодно забезпечувалася і відповідна профорієнтація. Бувало, ми запитували, як вони в тій «Просвіті» своїй могли так багато вивчати напам'ять. І чули розповіді про те, що на репетиції завжди йшла уся Пилипівка (зимовий піст). На вечорницях дівчата вишивали чи навіть кришили капусту толокою у різних хатах, а хлопці по черзі читали тексти. Виходило, що врешті усі ролі вивчали всі присутні, і кожен міг бути суфлером. Добровольців не бракувало ні для організації «молочарні», ні для кулінарних курсів, ні для утримування постійно задіяної хати-читальні чи поповнення її бібліотечного фонду. Усім хотілося людськувати, тобто добровільно та гонорово працювати в ім'я загального українського блага саме в лавах «Просвіти».
Наче самі собою перевелися задавнені образи та бійки парубоцтва з різних кутків й усяке інше «мужицтво». На музиках (гуляннях) ніколи не було п'яних, запровадився спеціальний нагляд, і при подібній «появі» зухвальця виводили геть, щоб не робив ганьби товариству.
Власне, в такій активізації духовного аристократизму, яким завжди було багате українське селянство, і полягав головний результат діяльності сільських «Просвіт». Важливо було надихнути загал «міццю духа і вогнем любові» (І. Франко) до свого — національно рідного. Надихнути прикладом служіння — отим безкорисливим ходінням у народ, який під силу саме жертовній інтелігенції в союзі з духовенством.
З особливою втіхою згадували томахівці про участь у виступі зведеного хору на урочистостях у Рівному, присвячених 60-річчю Петлюри, у травні 1939 року. Хоч стояв гарячий час роботи на бурякових полях, близько п'яти разів завзяті ентузіасти їздили возами до Рівного на зіспівку під керівництвом знаного маестро Кальмуцького. І яким же величавим було багатолюдне патріотичне дійство! Польська влада заборонила крамарям-євреям торгувати у своїх лавках і виходити з дому начебто задля їхньої безпеки (мовляв, де Петлюра — там антисемітизм). Але, видно, не було підстав боятися, і немало з тих крамарів цілими сім'ями повмощувалися на дахах власних помешкань чи крамниць. Коли ж загальні виступи закінчилися, учасники збиралися окремими гуртами і доспівували свої репертуари. Мама з подругою Євою дуетом виконували на біс «О Боже мій милий, така її доля», а всі разом зважилися на таке: Там, де ми живемо, —
це наш рідний край.
Боже, Україні щастя й долю дай.
Хай минуть дні горя, наче прикрий сон, —
Встане Україна від Карпат до Дон.
На крутому повороті
Те щасливе піднесення для просвітян Рівного і його околиць стало чи не останнім. Надійшло «вікопомне» 17 вересня, і наївні активісти взялися організовувати іншу урочистість — зустріч радянських визволителів. Дівчата з квітами у барвистому просвітянському одязі створили живу алею пообіч відрізку Брест-Литовського шосе і кілька годин очікували героїв. Замість сподіваних лицарів з'явилися якісь дивні верхівці — у неохайних обмотках та на худющих шкапах з мотузками замість збруї — і стали кидатися грубими жартами. Дівчата давай викидати свої квіти у придорожні рови — і гайда в село. А там на площі перед хатою-читальнею бравий політрук виголошує: «Теперь будете жить в стране без господ. У нас не ходят в шелковых чулочках и белых перчатках. У нас все работают». Подруги — в кущі, і ну скидати шовкові панчохи, а тоді з плачем — по домівках. Невдовзі село шокували «вільні» вибори, при яких усі бюлетні було замінено іншими — з потрібними іменами, а ще більше стривожили арешти винятково шанованих громадян. Не стало загального улюбленця Герасимчука, Мирона Найдюка, Володимира Козельця, Адама Добрянського… Формували на Сибір «куркульські валки», а кілька ледарів і п'яниць взялися агітувати за «калхоз».
По війні з приходом «других совєтів» село втратило решту молодого культуротворчого активу — колишніх гімназистів та нових студентів: мовляв, за «пособничество националистическим бандам». Чепурні хуторянські хати «под железом» пішли на колгоспні корівники й конюшні, де від голоду здихала відібрана худоба. Опустили крила хазяйські вітряки, до мінімуму звелася роботи вже удержавленого потужного млина на Горені, який недавно вальцював борошно для великого околу. У хаті-читальні, що стала клубом, напівголі — через поставки державі — діти змушені були співати про щастя, яке «нам Сталін великий створив…»

## Населення
Згідно повітового перепису в Бугринській ґміні, станом на жовтень 1936 року в Томахові було зареєстровано 1003 особи.

## Відомі персоналії
- Сагайдаківський Олександр — керівник томахівської Просвіти.
- Ковальчук Олеся — заслужений учитель України, володарка ордена Княгині Ольги ІІІ ступеня, лауреатка Всеукраїнської мовної премії ім. Бориса Грінченка.
- Горпинчук В'ячеслав Володимирович — єпископ Української Лютеранської Церкви.

## Галерея

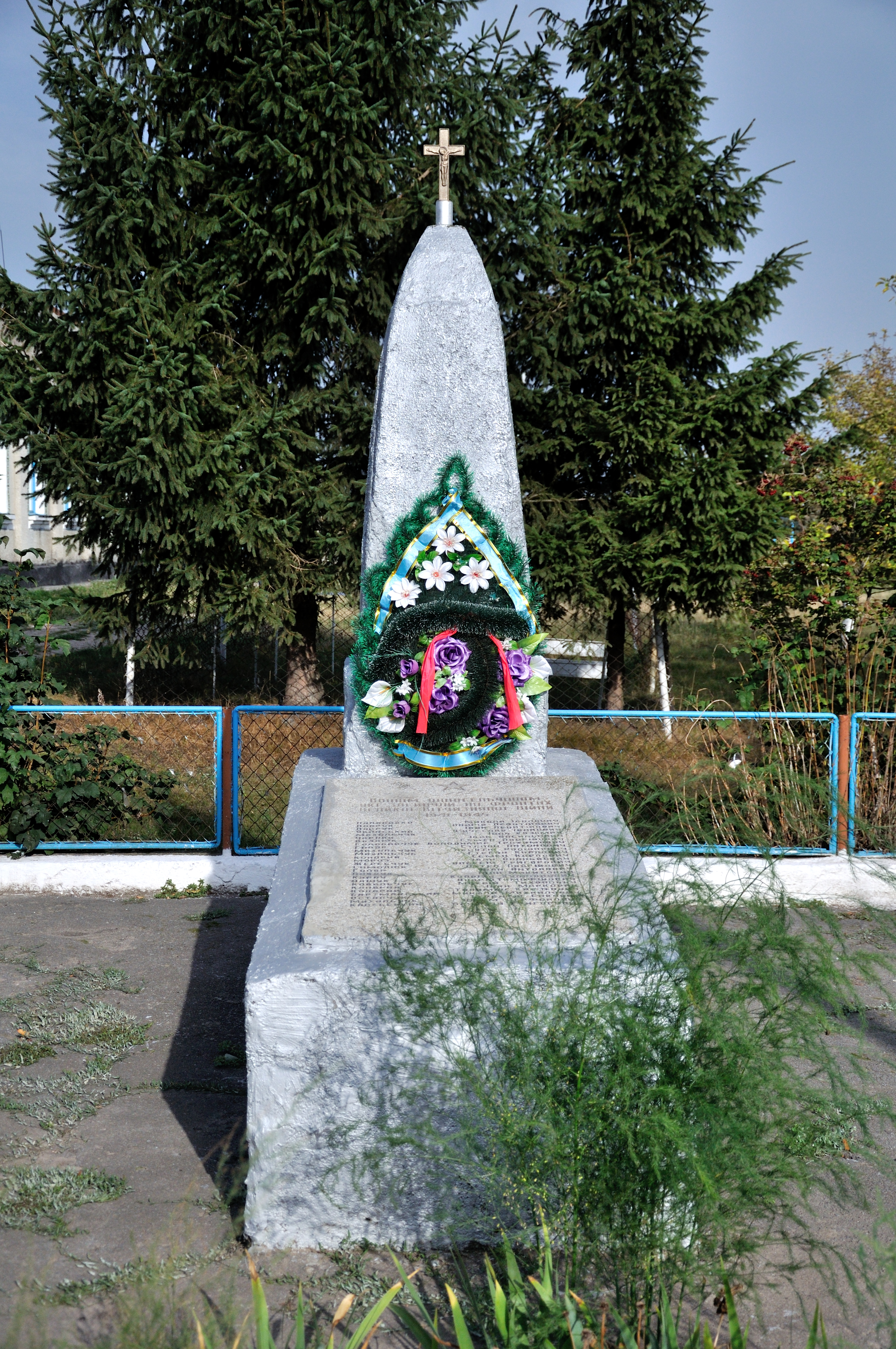
Пам’ятник воїнам-землякам
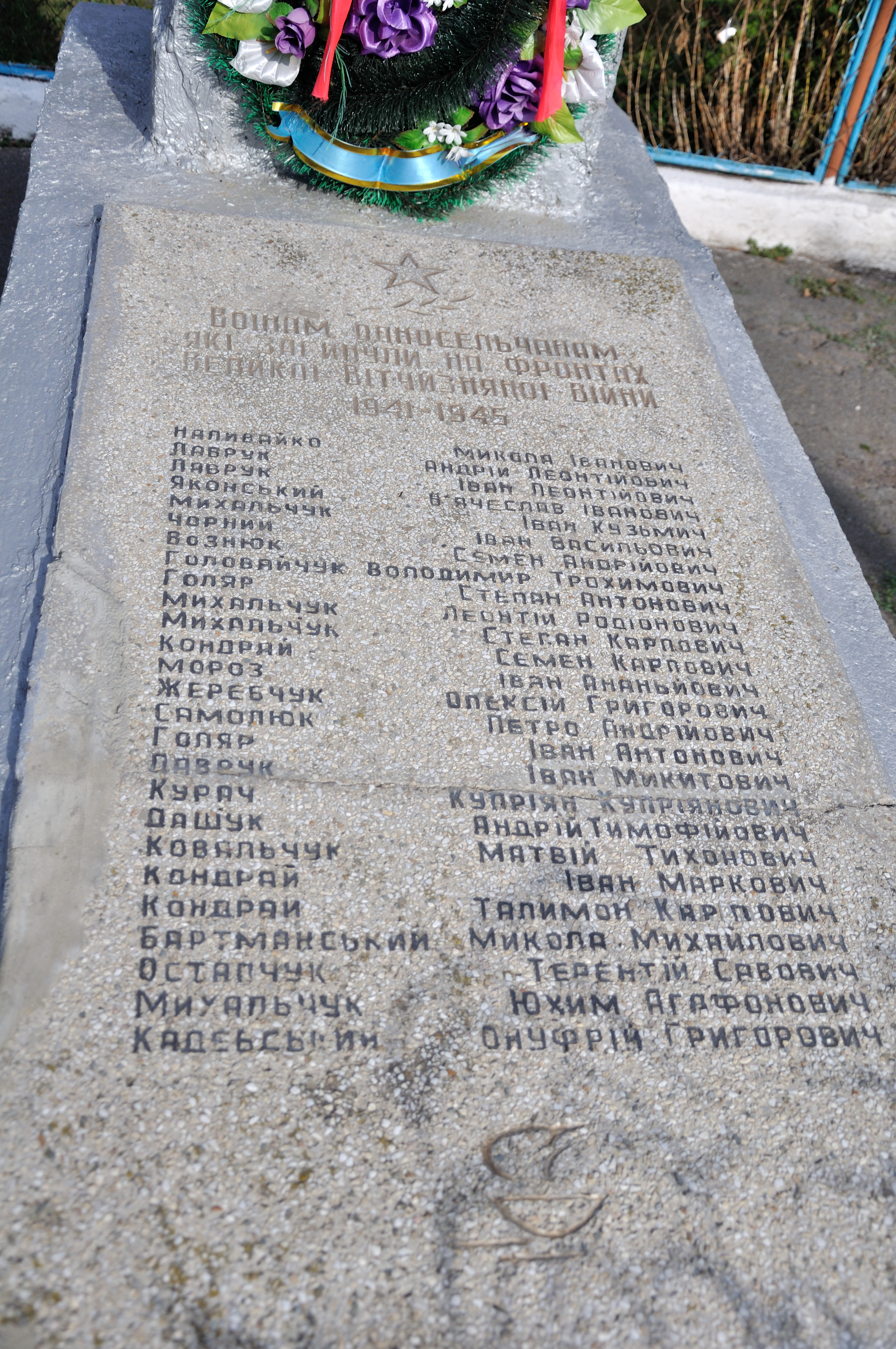
Пам’ятник воїнам-землякам
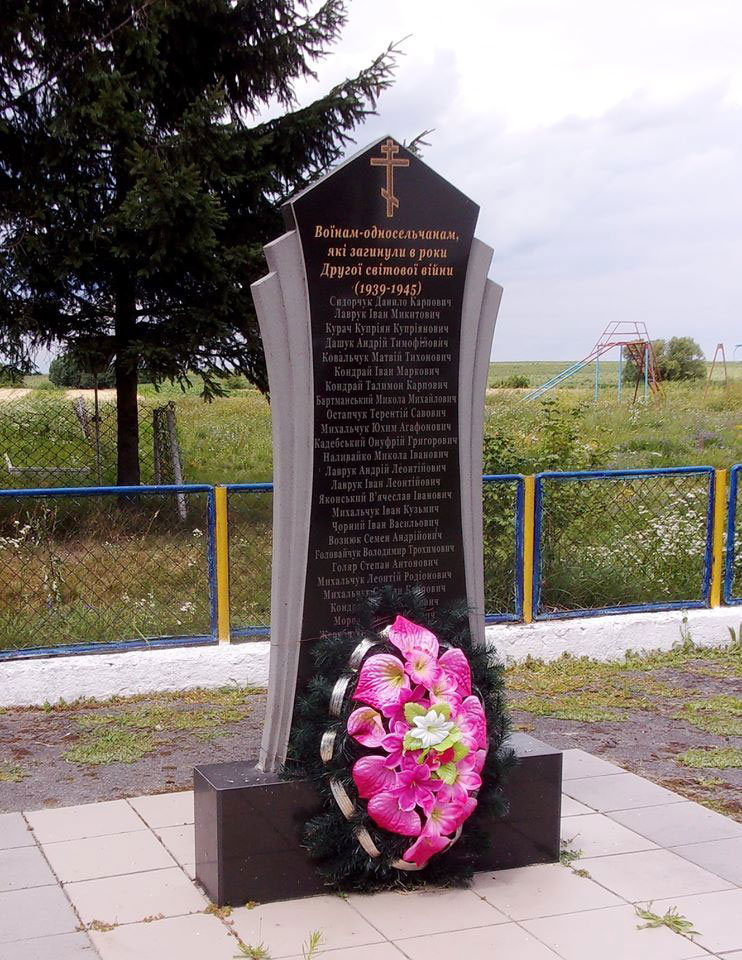
Пам'ятник томахівцям, що загинули під час Другої світової війни. 2020